# Mistrovství Československa v atletice 1972
Mistrovství Československa mužů a žen v atletice 1972 v kategoriích mužů a žen se konalo v sobotu 22. července a v neděli 23. července v Praze na tartanové dráze.
Na šampionátu startovali špičkoví českoslovenští atleti. Ve startovní listině nechyběly osobnosti jako tehdejší světová rekordmanka v běhu na 100 m Eva Glesková , diskař Ludvík Daněk, který krátce po mistrovství získal zlatou medaili na olympiádě v Mnichově, dálkařka Eva Šuranová, která na olympiádě získala bronzovou medaili a další olympijští finalisté (Dušan Moravčík, Helena Fibingerová, Lubomír Nádeníček, Petr Čech, Jaroslav Matoušek, Juraj Demeč, Jiří Kynos, Luděk Bohman).

## Překonané rekordy
Mistrovství se uskutečnilo krátce před olympiádou v Mnichově a bylo na něm překonáno celkem šest československých rekordů, o které se postarali:
- Miloslava Hübnerová ve skoku do výšky výkonem 186 cm,
- Václav Fišer v trojskoku výkonem 16,62 m,
- Luděk Pernica v desetiboji výkonem 7713 bodů,
- Emília Přivřelová v 3000 m časem 9:45,8,
- Karel Jelínek ve skoku o tyči výkonem 505 cm,
- štafeta RH Praha časem 3:47,0 v běhu na 4 × 400 m.

Helena Fibingerová poslala kouli do vzdálenosti 18,76 m, čímž československý rekord vyrovnala.

## Medailisté

### Muži
| Soutěž        | Zlato                                                                         | Stříbro                                                              | Bronz                                                                  |
| 100 m         | Juraj Demeč 10,3                                                              | Luděk Bohman 10,4                                                    | Josef Čeliš 10,5                                                       |
| 200 m         | Jiří Kynos 21,1                                                               | Luděk Bohman 21,1                                                    | Ladislav Kříž 21,1                                                     |
| 400 m         | Miroslav Tulis 47,9                                                           | Josef Hegyes 47,9                                                    | Jindřich Kohout 48,9                                                   |
| 800 m         | Jozef Plachý 1:47,1                                                           | Jozef Samborský 1:48,8                                               | Ján Šišovský 1:48,9                                                    |
| 1500 m        | Ivan Kováč 3:48,0                                                             | Petr Bláha 3:48,2                                                    | Josef Němec 3:48,4                                                     |
| 5000 m        | Pavel Pěnkava 14:19,2                                                         | Stanislav Hoffman 14:19,8                                            | Václav Bufka 14:19,8                                                   |
| 10 000 m      | Josef Jánský 28:49,6                                                          | Peter Suchán 29:00,6                                                 | Pavel Lichnovský 29:52,2                                               |
| 110 m př.     | Lubomír Nádeníček 13,7                                                        | Petr Čech 13,7                                                       | František Slavotínek 14,2                                              |
| 400 m př.     | Ladislav Kárský 50,2                                                          | Ivan Daniš 50,3                                                      | Eugen Laczo 51,1                                                       |
| 3000 m př.    | Josef Horčic 8:43,4                                                           | Róbert Molnár 8:44,6                                                 | Petr Havel 8:44,8                                                      |
| 4 × 100 m     | Milan Hoidar Juraj Demeč Jiří Kynos Václav Štefek Dukla Praha 40.6            | Otakar Wild Milan Hirsch Josef Čeliš Luděk Bohman Slavia Praha 40.7  | Imrich Pivarník Miroslav Ivan Juraj Zamba Ján Šaffa VSŽ Košice 41.6    |
| 4 × 400 m     | Ivan Daniš Ladislav Kárský Miroslav Kodejš Miroslav Tulis Sparta Praha 3:13.7 | Jiří Ryba Jan Kovář Pavel Moravec Jan Petrlík Slavia VŠ Praha 3:15.9 | Jan Fleischer Josef Hegyes Radim Režný Jaroslav Včeliš RH Praha 3:15.9 |
| Skok do výšky | Jaroslav Alexa 218 cm                                                         | Roman Moravec 215 cm                                                 | Vladimír Malý 210 cm                                                   |
| Skok o tyči   | Karel Jelínek 505 cm                                                          | Antonín Spěvák 490 cm                                                | Zdeněk Lhotský 490 cm                                                  |
| Skok daleký   | Jaroslav Brož 780 cm                                                          | Pavol Tolnay 747 cm                                                  | Tomáš Hluštík 736 cm                                                   |
| Trojskok      | Václav Fišer 16,62 m                                                          | Jan Broda 16,43 m                                                    | Ján Šimonovič 15,63 m                                                  |
| Vrh koulí     | Jaroslav Brabec 19,64 m                                                       | Jaromír Vlk 19,09 m                                                  | Miroslav Janoušek 19,00 m                                              |
| Hod diskem    | Ludvík Daněk 61,36 m                                                          | Jaroslav Vidrna 58,76 m                                              | Petr Macák 57,62 m                                                     |
| Hod kladivem  | Josef Hájek 66,86 m                                                           | Jaroslav Charvát 66,56 m                                             | Jiří Koukal 62,96 m                                                    |
| Hod oštěpem   | Jan Bartek 75,58 m                                                            | Miroslav Němec 74,04 m                                               | Miloš Vojtek 73,32 m                                                   |
| Desetiboj     | Luděk Pernica 7713 bodů                                                       | Petr Krátký 7662 bodů                                                | Jan Neckář 7466 bodů                                                   |
| 20 km chůze   | Alexander Bílek 1:31:41.0                                                     | Juraj Benčík 1:36:35.0                                               | Vladimír Pařízek 1:36:51.0                                             |

### Ženy
| Soutěž        | Zlato                                                                                  | Stříbro                                                                                 | Bronz                                                                                  |
| 100 m         | Eva Glesková 11,3                                                                      | Mária Varchoľová 11,8                                                                   | Eva Putnová 11,8                                                                       |
| 200 m         | Eva Glesková 23,5                                                                      | Eva Šuranová 24,0                                                                       | Jarmila Nygrýnová 24,6                                                                 |
| 400 m         | Vlasta Seifertová 55,0                                                                 | Jozefína Čerchlanová 55,4                                                               | Jarmila Kratochvílová 55,4                                                             |
| 800 m         | Helena Nerudová 2:10,3                                                                 | Miluše Polanská 2:10,4                                                                  | Ľudmila Hlaváčková 2:11,1                                                              |
| 1500 m        | Jaroslava Jehličková 4:25,2                                                            | Emília Přivřelová 4:30,8                                                                | Naděžda Varcabová 4:36,8                                                               |
| 3000 m        | Emília Přivřelová 9:45,8                                                               | Naděžda Varcabová 10:00,8                                                               | Božena Sudická 10:13,6                                                                 |
| 100 m př.     | Monika Schönauerová 13,7                                                               | Věra Slavičová 13,9                                                                     | Alena Pechová 14,0                                                                     |
| 200 m př.     | Radoslava Černá 27,0                                                                   | Věra Slavičová 27,7                                                                     | Monika Schönauerová 27,9                                                               |
| 4 × 100 m     | Bohunka Murasová Krista Jarošová Danuše Vandrolová Eva Štefková VŽKG Vítkovice 47.9    | Libuše Macounová Naděžda Říhová Simona Jahodová Hana Jandová Spartak Ústí n/L 48.0      | Hana Slámová Hana Malá Ivana Pohlová Jarmila Hlubučková LIAZ Jablonec n/N 48.0         |
| 4 × 400 m     | Marie Paříková Alena Karvánková Jaroslava Jehličková Vlasta Seifertová RH Praha 3:47.0 | Alena Šimečková Jana Bártová Svatava Hořínková Bohumila Bednářová VŽKG Vítkovice 3:48.4 | Ivana Bívová Miluše Polanská Jindřiška Červená Ludmila Hamplová Slavia VŠ Praha 3:56.7 |
| Skok do výšky | Miloslava Hübnerová 186 cm                                                             | Alena Prosková 183 cm                                                                   | Milada Karbanová 183 cm                                                                |
| Skok daleký   | Eva Šuranová 654 cm                                                                    | Jarmila Nygrýnová 645 cm                                                                | Mária Devínska 609 cm                                                                  |
| Vrh koulí     | Helena Fibingerová 18,76 m                                                             | Milada Peterková 15,22 m                                                                | Danuše Matoušková 14,73 m                                                              |
| Hod diskem    | Vladimíra Srbová 50,46 m                                                               | Helena Vyhnalová 50,28 m                                                                | Jitka Kostková 49,86 m                                                                 |
| Hod oštěpem   | Eva Kráľová 49,98 m                                                                    | Elena Kubáňová 49,08 m                                                                  | Jarmila Segeťová 45,60 m                                                               |
| Pětiboj       | Miroslava Březíková 4159 bodů                                                          | Anna Ihringová 3976 bodů                                                                | Jitka Birnbaumová 3966 bodů                                                            |